# مانتيغا
مانتيغا (بالبرتغالية: David Henrique dos Santos‏) (19 مارس 1990 بماسايو في البرازيل - ) هو لاعب كرة قدم برازيلي في مركز الوسط. لعب مع فاينورد ونادي إكسلسيور ونادي بونتي بريتا ونادي غاما ونادي غريميو بارويري.

## وصلات خارجية
- مانتيغا على موقع قاعدة بيانات كرة القدم.إي يو (الإنجليزية)
- مانتيغا على موقع Soccerway.com (الإنجليزية)